# (12482) Pajka
(12482) Pajka est un astéroïde de la ceinture principale.

## Description
(12482) Pajka est un astéroïde de la ceinture principale. Il fut découvert le 23 mars 1997 à Modra par Adrián Galád et Alexander Pravda. Il présente une orbite caractérisée par un demi-grand axe de 2,42 UA, une excentricité de 0,16 et une inclinaison de 8,6° par rapport à l'écliptique.

## Compléments